# Villers-Saint-Barthélemy
Villers-Saint-Barthélemy ist eine französische Gemeinde mit 470 Einwohnern (Stand 1. Januar 2022) im Département Oise in der Region Hauts-de-France. Sie gehört zum Arrondissement Beauvais, zum Gemeindeverband Pays de Bray und zum Kanton Beauvais-2.

## Geographie
Die Gemeinde Villers-Saint-Barthélemy liegt am Südwestrand der Landschaft Pays de Bray, rund 15 Kilometer westlich von Beauvais und 18 Kilometer nordwestlich von Gisors. Sie wird im Osten vom Bach Ruisseau du Moulinet begrenzt, der in den Avelon mündet. Im Norden berührt die Route nationale 31 / Europastraße 46 das Gemeindegebiet. Die Gemeinde umfasst die Weiler Marconville, Le Ply, Vaux und Le Grand Bailly.

## Geschichte
Die Gemeinde wurde im Jahr 1037 dem Kapitel von Saint-Barthélemy in Beauvais geschenkt.

## Einwohner
| Jahr                       | 1962 | 1968 | 1975 | 1982 | 1990 | 1999 | 2006 | 2012 | 2021 |
| -------------------------- | ---- | ---- | ---- | ---- | ---- | ---- | ---- | ---- | ---- |
| Einwohner                  | 288  | 262  | 299  | 384  | 467  | 485  | 467  | 505  | 467  |
| Quellen: Cassini und INSEE |      |      |      |      |      |      |      |      |      |

## Sehenswürdigkeiten
- Kirche Saint-Martin aus dem 16. Jahrhundert
- Wasserturm im Ortsteil Le Ply

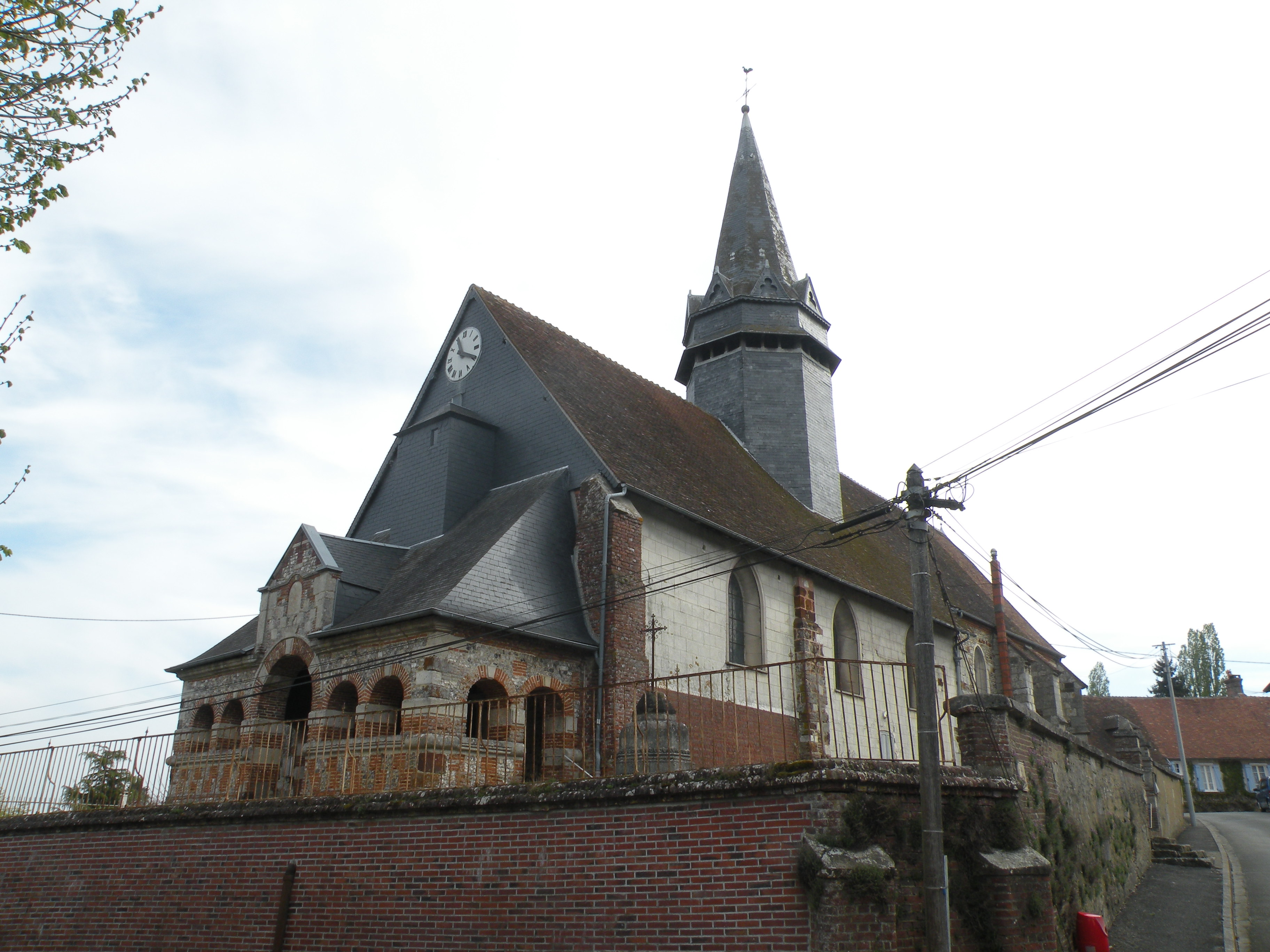
Kirche Saint-Martin
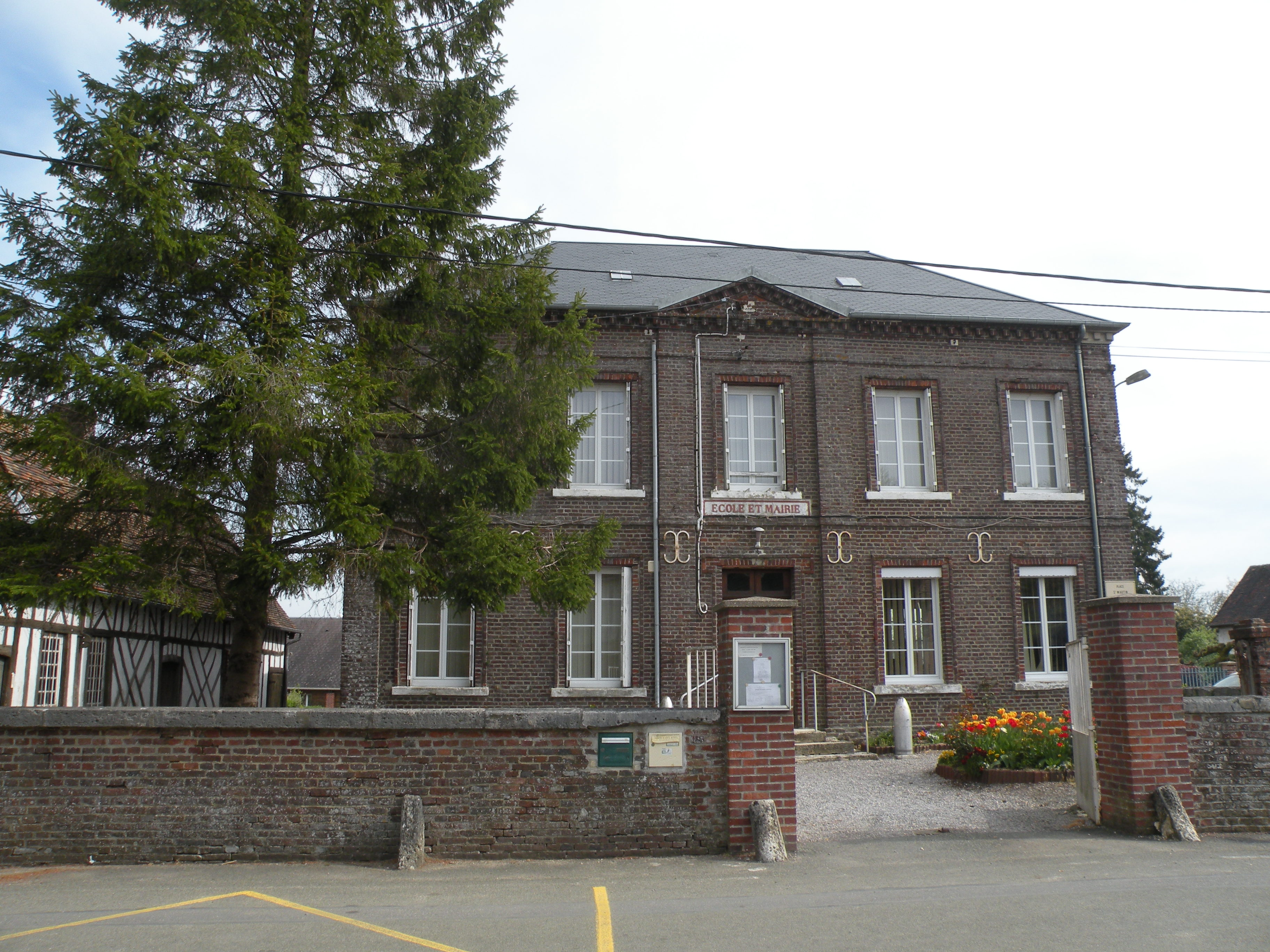
Mairie Villers-Saint-Barthélemy